# Elisabeth Haichová
Elisabeth Haichová (v původní maďarské verzi jména Haich Erzsébet, 20. března 1897, Budapešť – 31. července 1994, Ponte Tresa) byla maďarská umělkyně, učitelka jógy a spisovatelka. Zasloužila se o šíření cvičení jógy v Evropě.

## Život
Elisabeth Haichová se narodila 20. března 1897 v Budapešti do dobře situované rodiny. Již jako dítě byla vynikající hráčkou na klavír. Vystudovala hudbu a sochařství a poté si otevřela umělecký ateliér v Budapešti. Zajímala se o spiritualitu a o esoteriku. Seznámila se s jógovou a hinduistickou filozofií, v Budapešti se setkala s Indem Jesudianem Selvarajanem, který přednášel o józe. V roce 1941 si společně otevřeli první školu jógy v Budapešti.
Po roce 1948, kdy komunistický režim uzavřel jejich školu jógy v Budapešti, Elisabeth Haichová a Selvarajan Yesudian uprchli do švýcarského Curychu s cílem odjet do Kalifornie. Zůstali však ve Švýcarsku a v letech 1949 až 1955 otevřeli školy jógy v několika švýcarských městech.
Elisabeth Haichová byla mezinárodně uznávaná sochařka, malířka a klavíristka. Spolu se Selvarajanem Yesudianem sehrála ve 20. století významnou roli v šíření a popularizaci jógy ve střední a západní Evropě. Své vlastní umělecké práce vystavovala také na letní škole jógy v Ponte Tresa. Elisabeth Haichová vydala několik knih, které se zabývaly esoterikou, spiritualitou a jógou. Pracovala také jako spoluautorka knih o józe Selvarajana Yesudiana.

## Slovo psané
Mezinárodně známou se stala i mimo jógovou komunitu díky svému slavnému mysticko-biografickému románu, Zasvěcení, ve kterém se prolíná její osobní život a život její rodiny, mystické zkušenosti a vzpomínky z několika minulých životů, především toho ze starého Egypta, kde procházela za zvláštních okolností chrámovým výcvikem na kněžku. V této knize mimo jiné popisuje v jedné či dvou kapitolách svá setkání s britským filozofem Paulem Bruntonem, který navštívil Budapešť.

## Odraz v české kultuře
Herečka Taťana Fischerová společně s hercem a recitátorem Alfredem Strejčkem vytvořili na základě knihy Zasvěcení představení, respektive scénické ztvárnění příběhu.

## Dílo
- Zasvěcení
- Sexuální síla a jóga
- Tarot (upravené nové vydání: Tarot - cesta hrdiny: 22 stupňů zasvěcení)

## Spoluautorství s Jesudianem Selvarajanem
- Sport a jóga
- Jóga ve dvou světech
- Jóga v dnešním životním zápasu
- Den s jógou
- Jóga a osud
- Rádžajóga
- Hatha-jóga